# Sabah FA (féminines)
Maillots
L'équipe féminine de la Sabah FA est un club féminin de football malaisien basé à Kota Kinabalu dans l'état de Sabah.

## Histoire
L'équipe participe à la première édition de la Liga Wanita Nasional, le championnat féminin malaisien, en 2023. Sabah décroche le titre à la différence de buts devant Kelana United, grâce à un but inscrit en toute fin de match face à la Malaysian University lors de la dernière journée. L'attaquante de Sabah Usliza Usman est nommée meilleure joueuse.
En 2024, lors de la première édition de la Ligue des champions féminine de l'AFC, Sabah représente la Malaisie. Lors du tour préliminaire, l'équipe concède le nul face aux Népalaises de l'APF FC, puis dominent les Ouzbèkes du Nasaf PFC pour décrocher leur billet pour la phase de poules. Le club perd ses deux premiers matches face aux Red Angels et à Wuhan avant de décrocher le match nul contre Abu Dhabi, et rate la qualification.

## Palmarès
Championnat de Malaisie (1) :
- Champion en 2023

Coupe de Malaisie (11) :
- Vainqueur en 1988, 1991, 1992, 1993, 1994, 1995, 1996, 1997, 1998, 2003 et 2004